# صوريون
إمبراطورية صور أو دولة الصوريون (بالحروف اللاتينية: dë sru amparāturəi؛ الفارسية: امراطوری سور) هي سلالة أفغانية حكمت منطقة كبيرة في الجزء الشمالي من شبه القارة الهندية لما يقرب من 16 عامًا (بين عامي 1540 و 1556). اتخذت السلالة من مدينة ساسارام [الإنجليزية] الواقعة في ولاية بيهار عاصمة لهم.
سيطرت سلالة سور على جميع أراضي الإمبراطورية المغولية تقريبًا من شرق بلوشستان في باكستان في الغرب إلى راخين الحديثة في ميانمار في الشرق.

## قائمة الحكام
| الترتيب | الصورة | الاسم                | تاريخ الميلاد | تاريخ الوفاة   | فترة الحكم                    | ملاحظة                 |
| ------- | ------ | -------------------- | ------------- | -------------- | ----------------------------- | ---------------------- |
| 1       |        | شير شاه الصوري       | 1486          | 22 مايو 1545   | 17 مايو 1538 — 22 مايو 1545   |                        |
| 2       |        | سليم شاه الصوري      | 1507          | 22 نوفمبر 1554 | 26 مايو 1545 — 22 نوفمبر 1554 | ابن شير شاه صوري.      |
| 3       |        | فيروز شاه الصوري     | 4 مايو 1542   | 1554           | 1554                          | إبن سليم شاه الصوري    |
| 4       |        | محمد عادل شاه الصوري | غير معروف     | 1557           | 1554 — 1555                   | صهر شير شاه الصوري     |
| 5       |        | إبراهيم شاه الصوري   | غير معروف     | 1567/1568      | 1555                          | صهر شير شاه الصوري.    |
| 6       |        | إسكندر شاه الصوري    | غير معروف     | 1559           | 1555 — 22 يونيو 1555          | صهر شير شاه الصوري.    |
| 7       |        | عادل شاه الصوري      | غير معروف     | أبريل 1557     | 22 يونيو 1555 — 1556          | شقيق إسكندر شاه الصوري |